# ジャーナル・オブ・デンタル・リサーチ
ジャーナル・オブ・デンタル・リサーチ（Journal of Dental Research）は、歯科全体をカバーする査読付き医学雑誌。William V. Giannobile（ミシガン大学）を編集主幹（editor-in-chief）とする。1919年に出版を開始した。国際歯科研究学会及び米国歯科研究学会がSage Publicationsより出版している。
Scopus及びScience Citation Indexによりカバーされている。ジャーナルサイテーションレポートによると2022年のインパクトファクターは7.6である。これは歯科分野の専門誌の中で最も高い。
1200の投稿があり、採択率はおよそ10%程度である。